# Magdalensbergi ifjú

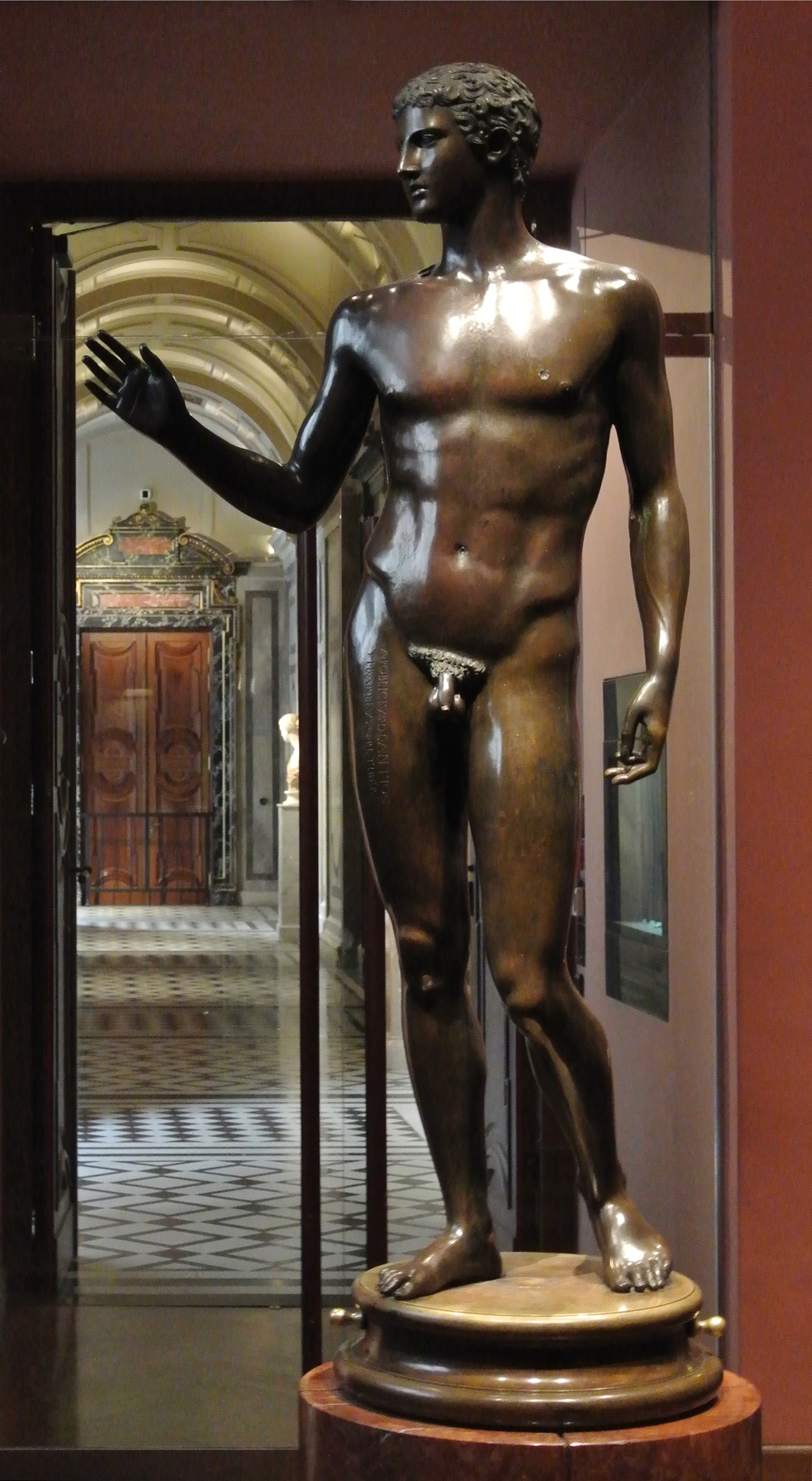
A Magdalensbergi ifjú másolata a bécsi Kunsthistorisches Museumban

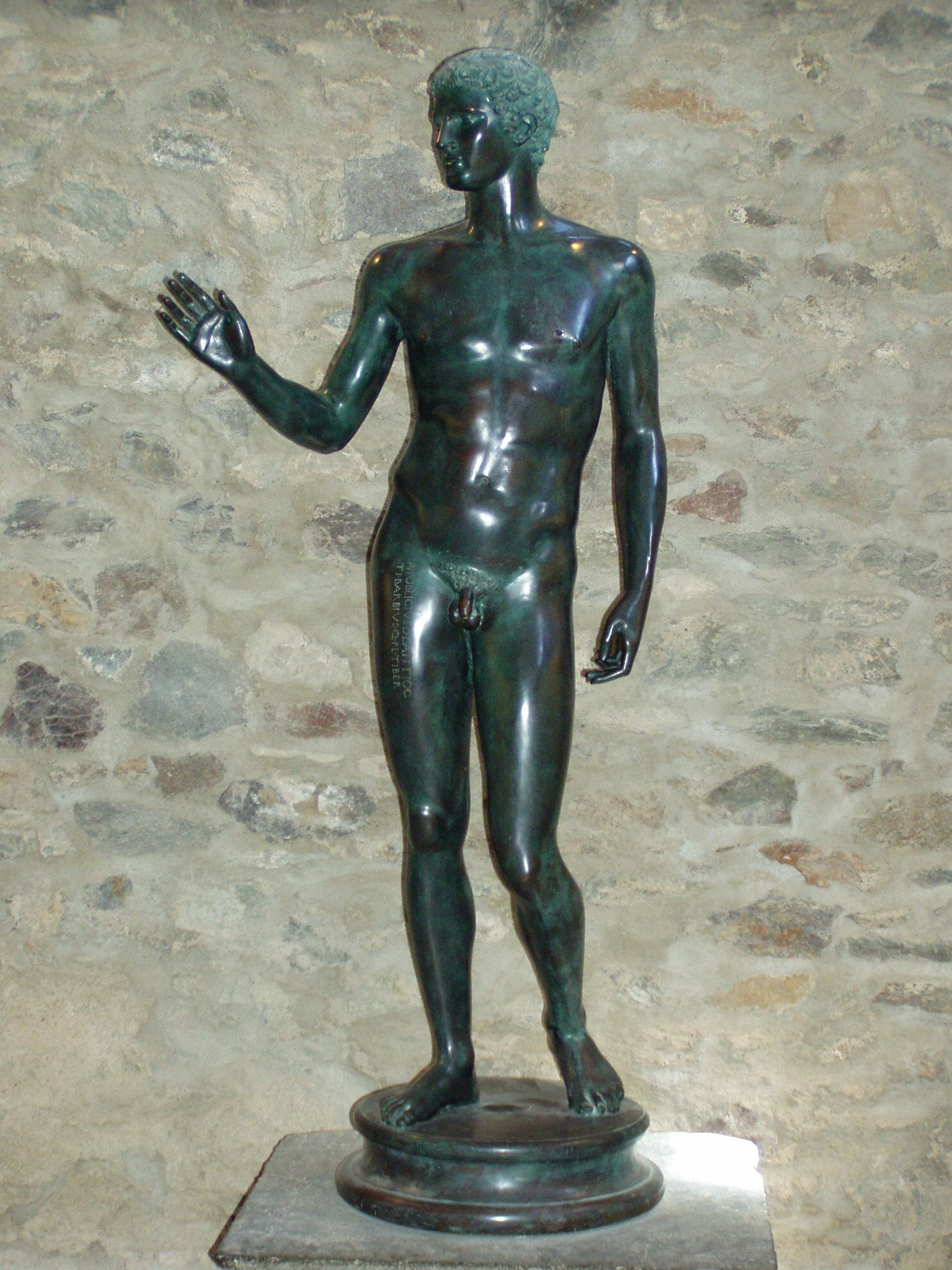
Másolat Magdalensbergben, a Landesmuseum Kärnten gyűjteményében

A Magdalensbergi ifjú egy ókori római bronzszobor az i. e. 1. századból, amelyer 1502-ben találtak a mai Ausztria területén, Karintia államban lévő Magdalensberg hegyen. A szobor 1810 környékén eltűnt, ma főként egy tizenhatodik századi másolatról ismert, amelyet ma a bécsi Kunsthistorisches Museumban őriznek, és amelyet 1986-ig az eredetinek hittek.
A 20. századig a szobrot ismerték Helenenbergi ifjúként is, régi neve után. A szobor az egyetlen életnagyságú bronzszobor, amelyet a Keleti Alpok vidékén találtak, így Ausztriában nagy jelentőséggel bír.

## Leírása
A szobor az idealizált római szobrok egy példája az i. e. 1. évszázad első feléből; modelljei az i. e. 5.–4. század görög szobrai voltak. Valószínűleg egy Polükleitosz iskolájából származó mű másolata.
A szobor 1,85 m magas, álló, meztelen fiút ábrázol, aki a jobb lábára nehezedik, a bal alig érinti a földet lábujjaival. Bal karja szabadon lóg, a jobbat vállmagasságig felemeli. Fejét enyhén jobbra fordítja, mintha jobbkezét követné tekintetével. A szobor jobb combján felirat áll:

A[ulus] Poblicius D[ecimi] l[ibertus] Antio[cus]
Ti[berius] Barbius Q[uinti] P[ublii] l[ibertus] Tiber[inus vagy -ianus]
(A[ulus] Poblicus Antio[chus], D[ecimus] sz[abadosa]; Ti[berius] Barbius Tiber[inus vagy ianus], Q[uintus] P[ublius] sz[abadosa].)
A szobrot két szabados (felszabadított rabszolga) állíttatta, akik valószínűleg kereskedőként működtek a magdalensbergi hegyen álló városban.
Az ifjú szobrának közelében kerek, aranyozott pajzsot is találtak, amely mára szintén elveszett. Ezen a következő felirat állt:
M. Gallicinus Vindili f[ilius] L[ucius] Barb[ius] L[ucii] l[ibertus] Philoterus pr[ocurator] / Craxsantus / Barbi[i] P[ublii] s[ervus].
(M[arcus] Gallicinus, Vindilus fia; L[ucius] Barb[ius] Philoterus, L[ucius] sz[abadosa]; Craxsantus, Barbi[us] P[ublius] r[abszolgája])
A pajzs adományozói ezek szerint egy szabad kelta, valamint az észak-itáliai Gens Barbia egyik felszabadított rabszolgája és ugyanennek a családnak egy helyi kelta rabszolgája. Magának az ifjúnak az egyik adományozója is ennek a családnak a tagja volt.

## Jelentősége
Mivel a szobrot sem megjelenése, sem felirata alapján nem lehet egy konkrét isten képmásaként azonosítani, többféle értelmezés is felmerült: lehet atléta szobra, fáklyavivőé (Lychnophoros), vagy különféle isteneké. A kör alakú pajzs szintén nem segít az azonosításban.
A legutóbbi értelmezések szerint a szobor vagy egy kelta Mars-ábrázolás a hegytetőn álló szentélyből, vagy Noreia istennő egy papját ábrázolja, esetleg egy Noreiának szentelt szoborcsoport egy tagja, vagy pedig Merkúr szobra, amely a város fórumán állt.

## Története
A szobrot 1502-ben találta egy földműves a hegytetőtől délre található teraszon, a folyó mellett. Nem sokkal később Matthäus Lang von Wellenburg, Gurk humanista püspökének tulajdonába került, aki 1519-ben, mikor Salzburg érseke lett, magával vitte Salzburgba. Az 1980-as évekig azt feltételezték, hogy a szobor 1806-ban került Salzburgból Bécsbe, a pozsinyi békét követően, az öntési technika és a fém tudományos elemzése alapján azonban 1986-ban megállapították, hogy a Bécsben található szobor a 16. században készült.
Az eredeti szobor sorsa nem ismert teljes bizonyossággal. A salzburgi katedrális káptalanjának feljegyzései szerint 1551-ben I. Ferdinánd német-római császár tulajdonába került, ekkor készült róla egy másolat, amely Salzburgban maradt és 1806-ban Bécsbe került, az eredetit pedig Spanyolországba vitték, ahol 1662-es és 1786-os feljegyzések szerint az aranjuezi királyi palota kertjében állt. A 19. századtól kezdve további sorsáról nincs adat.
Az eredeti szoborról két illusztráció ismert, az első Peter Apian és Bartholemew Amand Inscriptiones Sacrosanctae Vetustatis című, 1534-ben megjelent művében található, a másik egy idősebb Hans Bocksberger freskója a Landshut-rezidencia kápolnájában, 1542-ből.

## Bibliográfia
- Kurt Gschwantler, Der Jüngling vom Magdalensberg – Ein Forschungsprojekt der Antikensammlung des Kunsthistorischen Museums in Wien, in Griechische und römische Statuetten und Großbronzen. Akten der 9. Tagung über antike Bronzen. Wien 1988, pp. 16–27.
- Kurt Gschwantler, Der Jüngling vom Magdalensberg in Aranjuez. Die Suche nach dem verschollenen Original, in Jahrbuch der Kunsthistorischen Sammlungen in Wien 89/90 (1993/1994), p. 311–339.
- Gernot Piccottini, Hermann Vetters, with supplements by Heimo Dolenz, Führer durch die Ausgrabungen auf dem Magdalensberg. Verlag des Landesmuseums für Kärnten, Klagenfurt 2003, pp. 7ff, 27ff. ISBN 3-900575-24-X

## Fordítás
- Ez a szócikk részben vagy egészben  a   Youth of Magdalenberg című angol Wikipédia-szócikk ezen változatának fordításán alapul.  Az eredeti cikk szerkesztőit annak laptörténete sorolja fel. Ez a jelzés csupán a megfogalmazás eredetét és a szerzői jogokat jelzi, nem szolgál a cikkben szereplő információk forrásmegjelöléseként.

## Külső hivatkozások
- Youth of Magdalensberg in the database of the Kunsthistorisches Museum